# Babe: Świnka w mieście
Babe: Świnka w mieście (ang. Babe: Pig in the City) – australijsko-amerykański film familijny z 1998 roku. Jest to kontynuacja filmu z 1995 roku – Babe – świnka z klasą.

## Fabuła
Jest to ciąg dalszy przygód "Świnki z klasą". Znana farmerska świnka Babe, przez przypadek powoduje wypadek, w którym ofiarą zostaje jej ukochany pan Hogget. Z tego powodu farma zaczyna mieć problemy i podupada. Wkrótce świnka wraz z gospodynią jadą do miasta, by walczyć o nagrodę pieniężną w zawodach dla zwierząt.

## Obsada
- Magda Szubanski – pani Esme Cordelia Hoggett
- James Cromwell – farmer Arthur Hoggett
- Mary Stein – właścicielka
- Mickey Rooney – Fugly Floom
- Elizabeth Daily – Świnka Babe
- Danny Mann – Ferdynand
- Glenne Headly – Zootie
- Steven Wright – Bob
- James Cosmo – Teloniusz
- Stanley Ralph Ross – Bulterier / Doberman
- Russi Taylor – Pudelka / Kot
- Eddie Barth – Nigel / Alan
- Bill Capizzi – Snoop
- Miriam Margolyes – Mucha Fly
- Hugo Weaving – Rex
- Nathan Kress – Easy

## Wersja polska
Wersja polska: Start International Polska

Obsada: Miriam Aleksandrowicz

Reżyseria: Joanna Wizmur

Dialogi polskie: Joanna Serafińska

Dźwięk i montaż: Janusz Tokarzewski

Kierownictwo produkcji: Elżbieta Araszkiewicz
Wystąpili
- Joanna Wizmur – Babe
- Teresa Lipowska – Esme Hoggett
- Marek Bargiełowski – Arthur Hoggett
- Janusz Zakrzeński – narrator
- Mieczysław Morański – Ferdynand
- Janusz Wituch – Bob
- Katarzyna Skolimowska – właścicielka
- Jarosław Boberek – Kiri
- Wojciech Paszkowski – Bulterier
- Jolanta Wołłejko – Pudelka
- Olga Bończyk – Zootie
- Stanisław Brudny – Nigel
- Marcin Troński – Alan
- Włodzimierz Bednarski – Teloniusz
- Jonasz Tołopiło – Bogo
- Jacek Czyż – Kifer
- Ewa Kania – Mucha
- Krzysztof Zakrzewski – Rex

## Ścieżka dźwiękowa
| #  | Piosenka                                    | Wykonawca                       | Tekst                            |
| -- | ------------------------------------------- | ------------------------------- | -------------------------------- |
| 1  | „That’ll Do”                                | Peter Gabriel                   | Randy Newman                     |
| 2  | „If I Had Words”                            | Jonathan Hodge                  | Jonathan Hodge                   |
| 3  | „Rushin”                                    | Pee Wee Ferris                  | Ben Suthers i Pee Wee Ferris     |
| 4  | „The Future”                                | Pee Wee Ferris                  | Ben Suthers i Pee Wee Ferris     |
| 5  | „Condition Red”                             | Pee Wee Ferris                  | Ben Suthers i Pee Wee Ferris     |
| 6  | „The Girl from Ipanema (Garota de Ipanema)” | Antônio Carlos Jobim            | Vinicius de Moraes               |
| 7  | „Non, je ne regrette rien”                  | Édith Piaf                      | Charles Dumont i Michel Vaucaire |
| 8  | „The Anvil Chorus”                          | Giuseppe Verdi                  | —                                |
| 9  | „Are You Lonesome Tonight?”                 | The Mavericks                   | Roy Turk                         |
| 10 | „Largo al factotum della città”             | Gioacchino Rossini              | —                                |
| 11 | „Chattanooga Choo Choo”                     | Tex Beneke i The Modernaires    | Mack Gordon                      |
| 12 | „Madame Butterfly”                          | Giacomo Puccini                 | —                                |
| 13 | „Boum!”                                     | Charles Trenet                  | Charles Trenet                   |
| 14 | „Barnyard Boogie”                           | Louis Jordan i His Tympany Five | Louis Jordan i Wilhemina Grey    |
| 15 | „That’ll Do”                                | James Watson                    | Randy Newman                     |
| 16 | „That’s Amore”                              | Dean Martin                     | Jack Brooks                      |
| 17 | „Protected by Angels”                       | The Chieftains                  | —                                |
| 18 | „Jingle Bells”                              | —                               | James Pierpont                   |
| 19 | „Three Blind Mice”                          | Mara Kiek i Llew Kiek           | —                                |
| 20 | „Cat’s Warmup”                              | Llew Kiek                       | —                                |